# Xã Osceola, Quận Stark, Illinois
Xã Osceola (tiếng Anh: Osceola Township) là một xã thuộc quận Stark, tiểu bang Illinois, Hoa Kỳ. Năm 2010, dân số của xã này là 1.014 người.